# 구르카

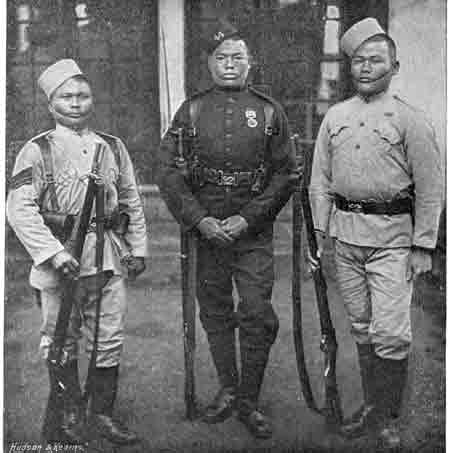
1896년 당시 구르카 군복

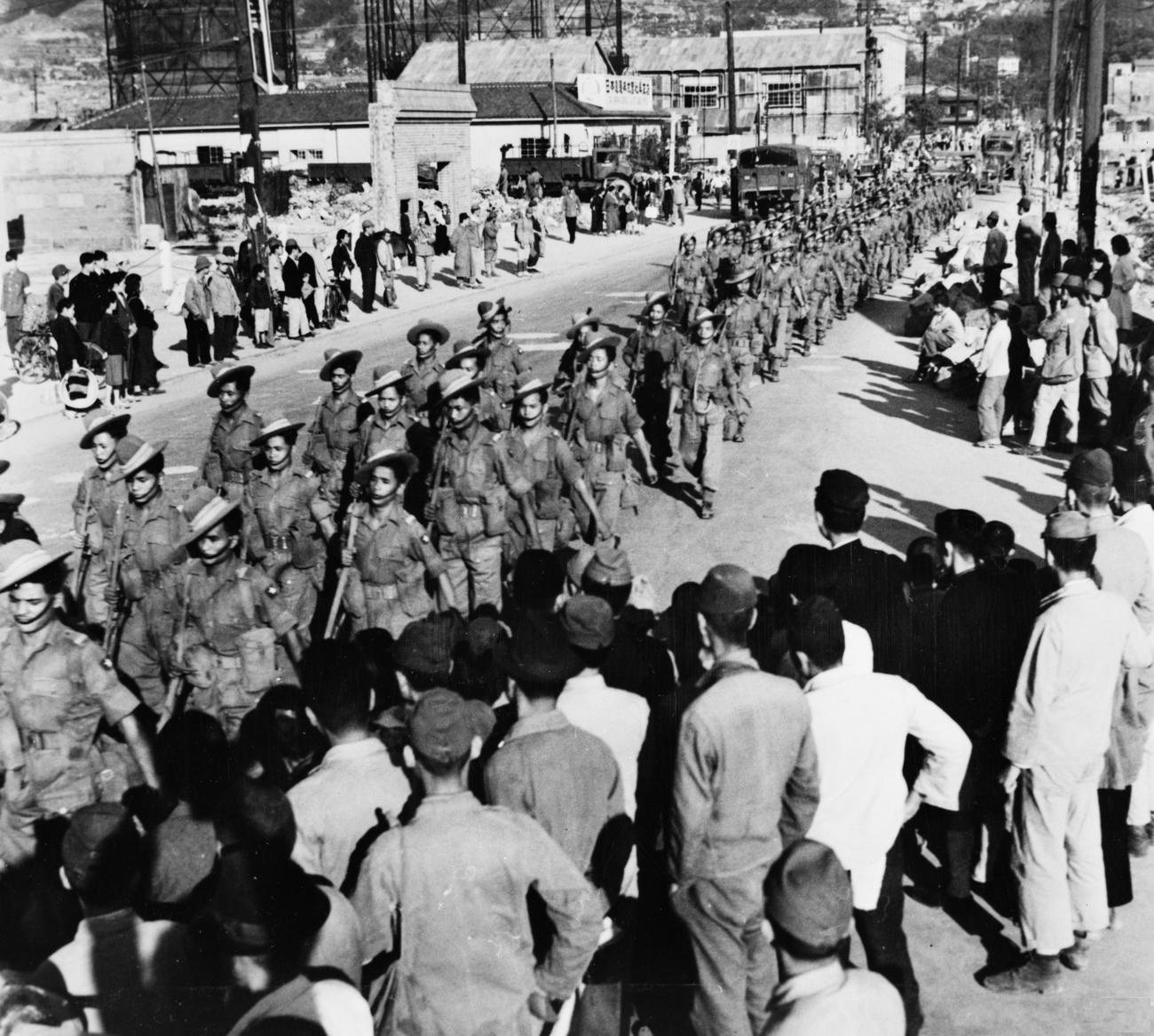
제2차 세계 대전 당시

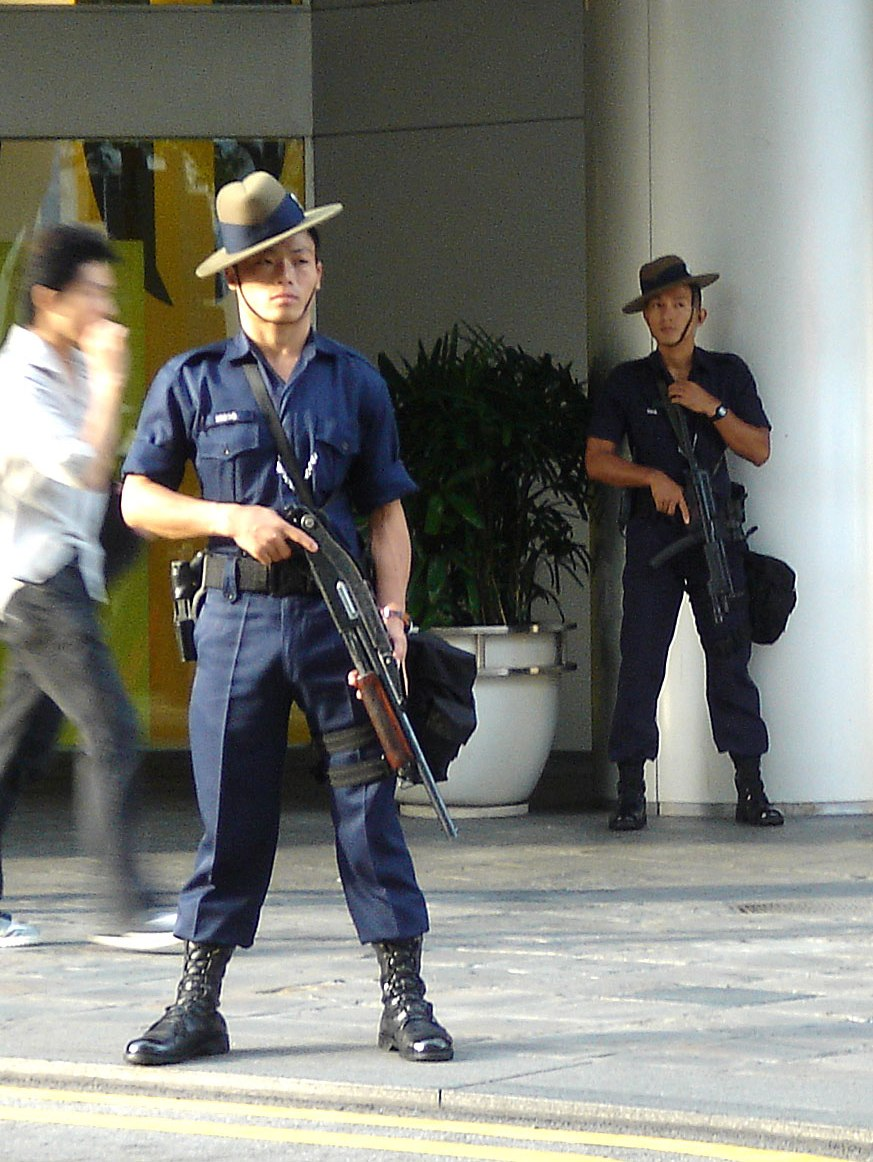
현대식 구르카(싱가포르)

구르카 또는 고르카(Gurkhas 또는 Gorkhas, 네팔어: गोर्खा) (/ˈɡɜːrkə/ or /ˈɡʊərkə/)는 네팔 출신의 용병을 일컫는 말이다. 

## 역사
역사적으로 "구르카"나 "고르칼리(Gorkhali)"라는 말은 네팔인을 일컫는 말로 쓰였으며 네팔 왕국이 진출했던 고르카 지방과 언덕 도시의 이름에서 유래된 말이다. 전설에 따르면 구르카라는 이름은 중세 힌두의 전사이자 성인이면서 고르카에 옛 성소가 남아있는 고라크나트에서 비롯된 말이라고 한다. 전통적으로 구르카인들은 네팔의 여러 언덕 부족들에게서 병사로 복무했던 사람들로서 단일 집단이나 지역에서 온 사람들을 일컫는 말이 아니다. 
구르카 용병의 좌우명은 '겁쟁이로 사느니 차라리 죽는 걸 택하겠다'(It is better to die than live a coward)로, 그 기원은 명확하지 않으나 영국군 구르카 여단과 함께 근무했던 작가 존 크로스에 의하면 18세기 그들을 용병으로 고용했던 시크교도들에게서 유래했다. 시크교도들은 영국군이 구르카 용병을 구성하기 전부터 네팔인들을 용병으로 고용했고, 구르카라는 말이 생긴 것은 고르카 전쟁 이후 영국군이 네팔 출신 용병을 용병이란 뜻인 'mercenary'나 'lahure'로 부르지 않고 구르카로 부르기 시작하면서 부터이다.
히마찰에서 보이는 구르카는 대부분 네팔 출신이지만 타이 구르카, 나가 구르카, 중국인 구르카 등 네팔인이 아닌 구르카에 대한 기록도 있다.

## 제2차 세계 대전
제2차 세계 대전 당시 영국군에 배속되어 태평양 전선에서 일본군과 싸웠다.

### 현재
네팔 육군, 영국 육군, 인도 육군에 네팔에서 모집한 구르카 군 부대가 있다. 이들은 제네바 조약 제1추가의정서 47조의 여러 요건을 충족하고 있으나 프랑스 외인부대와 마찬가지로 47조 a,c,d,e,f항의 규제에서 면제되어 있다.
흔히 구르카는 앞쪽으로 굽은 네팔식 칼인 쿠크리로 유명하며 용감한 군대로도 잘 알려져 있다.
1814년 영국은 네팔 왕국과 전쟁을 하는 과정에서 고르카 지방을 공격하게 된다. 하지만 고르카 지역의 용사들은 영국의 군인과 비전투원을 구분하지 않고 존중을 담아 대우했으며, 당시에 이런 모습은 낯선 것이었다. 뿐만 아니라 고르카 용사들은 전투에서도 강한 모습을 보여줬고, 1816년 영국이 네팔 왕국과 평화조약을 맺으면서 고르카 용사들은 영국 동인도 회사에 구르카라는 이름의 용병으로서 활동하게 된다. 영국 동인도 회사의 구르카 용병의 역사는 현대 영국군의 구르카 여단이 계승한다.

## 6.25 전쟁 참전 오보
2018년 북미정상회담 당시 싱가포르 경찰의 구르카 분견대가 경호를 맡으면서 국내에 구르카 용병에 대한 관심이 증폭되었고
언론사에서 구르카 용병과 관련된 다양한 기사들을 보도하였다.
그런데 이때 6.25에 참전한 영국군 부대들 중 구르카 부대가 존재했었고 이 구르카 부대가 엄청난 전과를 올렸다는 오보가 많이 나왔었으며 급기야 국방홍보원에서 운영하는 국방TV에서 2021년에 제작한 구르카 관련 영상 콘텐츠에도 이런 내용이 들어가 있었다.
그러나 이는 완전히 잘못된 사실로 6.25 전쟁에 참전했던 영국군 부대들 중 구르카 부대는 존재하지 않았으며 구르카 관련 영상 콘텐츠 역시 고정댓글 정정 공지를 하였다.

## 같이 보기
- 청-네팔 전쟁
- 영국-네팔 전쟁
- 네팔의 역사
- 네팔어